# Für meine Tochter
Für meine Tochter ist ein deutscher Fernsehfilm aus dem Jahr 2018. Das für den Sender ZDF produzierte Kriegsdrama feierte am 29. Juni 2018 auf dem Filmfest München Premiere. Der erste Ausstrahlungstermin war der 8. August. Hauptort der Handlung ist das vom Krieg gezeichnete türkisch-syrische Grenzgebiet, in dem ein beherzter Vater aus Deutschland mit allem Einsatz versucht, seine verschwundene Tochter wiederzufinden.

## Handlung
Benno Winkler ist ein recht durchschnittlicher Deutscher mittleren Alters; ein gutbürgerlicher  Apotheker mit Wohlstandsbauch, der, ein wenig abgeschottet von seiner Umwelt, nach wie vor um seine vor einiger Zeit verstorbene Ehefrau Sabine trauert. Von seiner in Berlin studierenden Tochter Emma hat der reservierte Witwer sich mit der Zeit entfremdet. Als er aber erfährt, dass Emmas Reisepass ohne eine Spur von ihr an der türkisch-syrischen Grenze auftaucht, macht sich der besorgte Vater auf den Weg nach Berlin, um nach dem Rechten zu sehen. Benno betritt ein verlassenes Studenten-Apartment. Fotos an den Wänden deuten darauf hin, dass Emma einen festen Freund hat. Zudem scheint sie sich aktiv für einen Hunger streikenden Syrer namens Valid Skeif eingesetzt zu haben. Benno besucht den stark geschwächten Mann im Krankenhaus. Valid erklärt, dass Emma und ihr Freund Max nach Syrien gereist seien, um seine Familie nach Deutschland zu schleusen.
Benno fliegt sofort nach Ankara zur deutschen Botschaft. Doch dem Botschaftsmitarbeiter Behrens sind die Hände gebunden. Er empfiehlt Benno, sich im Flüchtlingslager an der syrischen Grenze nach Emma umzuschauen. Aufgewühlt reist dieser ins gefährliche türkisch-syrische Grenzgebiet, wo ihm der plötzlich auftauchende Türke Ilkay seine Dienste als Fahrer anbietet. Benno verschafft sich Zutritt zu dem riesigen Flüchtlingslager und hört sich mit Hilfe eines Fotos von Emma und Max aufs Geratewohl nach seiner Tochter um. Lediglich ein syrischer Familienvater mittleren Alters und dessen aufgeweckter Sohn Rasin laden ihn in ihr Zelt ein, wo die drei feststellen, dass sie ein ähnliches Schicksal teilen; Rasins Familie hat ihre gehobene Mittelstandsexistenz und die Mutter verloren. Kurz vor seiner Rückfahrt wird Benno von einem Mann namens Nabil angesprochen, der Emma kennengelernt haben will, bevor sie nach Syrien gefahren sei. Nabil bietet großzügig Hilfe und Kontakte an, allerdings müsse Benno 10.000 $ für Checkpoints und etwaige Lösegelder aufbringen. Tags darauf fahren sie über die Grenze. Nachdem Nabil sich versichert hat, dass Benno über die enorme Menge Bargeld verfügt, schlägt er diesen zusammen mit einem Komplizen bei einer Rast in der Wüste nieder.
Ohne Geld, Pass und Proviant erwacht Benno in der prallen Sonne und sieht sich der existentiellen Herausforderung gegenüber, einen langen Marsch durch die menschenfeindliche Wüste zu überstehen. Nach langer Wanderschaft entschließt er sich angewidert, seinen eigenen Urin zu trinken, doch ohne nachhaltigen Erfolg; erschöpft bricht er bald zusammen. Benno wird von einer paramilitärischen Einheit entdeckt und in ein provisorisches Lager mitgenommen. Die Retter stellen sich als eine IS-nahe Gruppierung heraus. Ihr Anführer will den „Ungläubigen“ erschießen lassen, bevor sie weiterziehen. Doch Benno hat Glück; der mit der Hinrichtung beauftragte Krieger bekommt Skrupel und täuscht die Erschießung bloß vor. Benno kann über den türkischen Grenzzaun fliehen. Am Flüchtlingslager angekommen, wird ihm der Einlass verwehrt, da er keinen Pass vorzeigen kann. Benno ist fassungslos: „Sag mal, spinnst du? Ich bin Deutscher, deutscher Staatsbürger.“ Benno muss sich mit Diebstahl von Brot über Wasser halten, bis die Mitarbeiter einer Hilfsorganisation den recht verwahrlosten Deutschen schließlich ins Lager bringen und versorgen. Dort wird er von Rasin mit einer Neuigkeit überrascht. Dieser führt ihn zu einem blonden jungen Mann, den Benno als Emmas Freund Max identifiziert. Max ist tief traumatisiert von einem brutalen Überfall des IS hinter der Grenze, bei dem Emma in einem Haus verschüttet worden sei. Todtraurig kehren sie in Bennos Hotel zurück, wo dieser sich betrinkt. In einem Gespräch stellt sich heraus, dass Max Emmas Leiche allerdings nie wirklich gesehen hat. Hoffnung keimt in Benno auf.
Zusammen mit Ilkay überqueren die beiden erneut die Grenze und suchen das besagte Haus mitten im Kriegsgebiet auf. Während eines erneuten Granatbeschusses verschwindet Max, wird vermutlich getötet. Benno und Ilkay werden von bewaffneten Frauen gestellt. Diese stellen sich überraschend als Emma und Namira Skeif, Valids Ehefrau, heraus. Gemeinsam mit Namiras Kindern machen sie sich auf den Rückweg.

## Produktionshintergründe
Für meine Tochter wurde vom 23. April bis 30. Mai 2017 von einem internationalen Filmteam in Marokko und Berlin gedreht, wobei nur zwei bis drei Drehtage auf die deutsche Hauptstadt entfielen. Produziert wurde von der Bavaria Fiction GmbH sowie der Ninety-Minute Film GmbH im Auftrag des ZDF. Das Projekt durchlief eine Reihe von Arbeitstiteln, etwa Bis an die Grenze,  Wo bist du? oder Flucht ins Ungewisse.
Neben der Hitze der Wüste, der sich das Filmteam mehrere Tage lang aussetzen musste, stellten vor allem die für einen Fernsehfilm verhältnismäßig umfangreichen Bauten die Filmemacher vor einige Herausforderungen. Für das enorm große Flüchtlingslager, das im Film an der Grenze zu Syrien liegt, standen lediglich 30 weiße Zelte zur Verfügung, mit deren Hilfe das Filmteam eine Anlage gigantischen Ausmaßes imitieren musste.

## Rezeption
Im Rahmen seiner Festivalpremiere auf dem Filmfest München war Für meine Tochter u. a. für den Bernd Burgemeister Fernsehpreis (Produzent Ivo-Alexander Beck) nominiert.
Der Film erreichte bei der Erstausstrahlung am 8. August 2018 3,26 Mio. Fernsehzuschauer, was einem Marktanteil von 12,5 % entspricht.

### Kritiken
Die Kritik sieht auffallende Parallelen zur Handlung der ARD-Produktion Macht euch keine Sorgen! mit Jörg Schüttauf aus dem Frühjahr desselben Jahres.
Darüber hinaus erhielt Für meine Tochter eher lobende Urteile, wenn auch mit einzelnen Abzügen. Vor allem gelobt wird die Wahl Dietmar Bärs als „eine prominente, aber auch erstklassige Besetzung.“ Bär spiele „diesen einsamen Mann, der über sich hinaus wächst, ohne jedes Helden-Pathos.“ Oder auch als „eine treffende Besetzung für den Durchschnittsdeutschen. (...) viele Szenen leben allein von der Ausstrahlung Bärs, der scheinbar mühelos und ohne großen mimischen Aufwand Bennos Gefühle vermittelt.“
Einwand gegen die Gestaltung der Nebenfiguren musste Thomas Gehringer erheben: „Es fehlen unter den Geflüchteten interessante, differenzierte Nebenfiguren, die mehr sind als reine Opfer. Immerhin gibt es in der Türkei unter den Einheimischen Ilkay (Adam Bay), der zwar wie aus dem Nichts in der Handlung auftaucht, sich aber als verlässlicher Helfer entpuppt.“ Zudem sei die Drehbuchidee, „Deutsche werden selbst zu Flüchtlingen“ im ARD-Film Macht Euch keine Sorgen „weniger plakativ und auch packender erzählt“ worden. Er resümiert: „Vor allem das Schicksal einer deutschen Familie lässt uns Zuschauer mitfiebern, und, um es zynisch auszudrücken: Vielleicht fällt auf diesem Umweg auch etwas Verständnis für die Geflüchteten ab.“